# Четвинд, Адам, 10-й виконт Четвинд
Адам Ричард Джон Кассон Четвинд, 10-й виконт Четвинд (англ. Adam Richard John Casson Chetwynd, 10th Viscount Chetwynd of Bearhaven; 2 февраля 1935 — 20 августа 2015) — британский бизнесмен и пэр.

## Биография
Родился 2 февраля 1935 года. Единственный сын подполковника Адама Дункана Четвинда, 9-го виконта Четвинда (1904—1965), и его первой жены Джоан Гилбрет Кассон (1898—1979), дочери Герберта Александра Кассона.
Он получил образование в Итонском колледже, а 1954—1956 годах служил в полку Камеронских горцев королевы.
12 июня 1965 года после смерти своего отца Адам Четвинд унаследовал титулы 10-го виконта Четвинда из Бирхейвена в графстве Керри (Пэрство Ирландии) и 10-го барона Ратдауна в графстве Дублин (Пэрство Ирландии).
С 1968 по 1978 год лорд Четвинд жил в Солсбери, Родезия, а с 1972 по 1975 год — в Йоханнесбурге, Южная Африка. В 1982 году он был назначен членом Института консультантов по вопросам жизни и пенсий, а в 1986 году стал исполнительным консультантом Ассоциации Liberty Life в Африке. В 1996 году он стал ливермейстером Гильдии пилотов и штурманов.
В 2003 году виконт Четвинд жил в Брайанстоне, Южная Африка. В Who’s Who его хобби были указаны как астрономия и путешествия.

## Личная жизнь
Виконт Четвинд был дважды женат. 19 февраля 1966 года он женился в первый раз на Селии Грейс Рэмзи (род. 7 августа 1947), дочери коммандера Александра Роберта Рэмзи. Они развелись в 1974 году в Зимбабве. Дети от первого брака:
- Достопочтенная Эмма Грейс Четвинд (род. 5 мая 1967)
- Адам Дуглас Четвинд, позже 11-й виконт Четвинд (род. 26 февраля 1969), старший сын-близнец и наследник отца.
- Достопочтенный Роберт Дункан Четвинд (род. 26 февраля 1969).

15 августа 1975 года он женился во второй раз на Анджеле Мэй Маккарти, дочери Джека Пейна Маккарти, от брака с которой у него не было детей.
Виконт Четвинд скончался 20 августа 2015 года в Южной Африке. Его останки были перевезены в Великобританию и захоронены в Артоге, Мерионетшир, Уэльс.